# Skorbnoje bestjuvstvije
Skorbnoje bestjuvstvije (russisk: Скорбное бесчувствие) er en sovjetisk spillefilm fra 1983 af Aleksandr Sokurov.

## Medvirkende
- Ramaz Chkhikvadze som Shotover
- Alla Osipenko som Ariadna
- Irina Sokolova som Nanny Guinness
- Tatjana Jegorova som Gessiona
- Vladimir Zamanskij som Madzini